# Stanhopea hernandezii
Stanhopea hernandezii är en orkidéart som först beskrevs av Carl Sigismund Kunth, och fick sitt nu gällande namn av Rudolf Schlechter. Stanhopea hernandezii ingår i släktet Stanhopea och familjen orkidéer. Inga underarter finns listade i Catalogue of Life.

## Bildgalleri

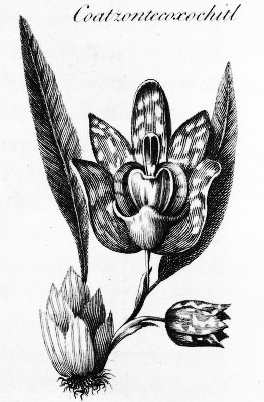
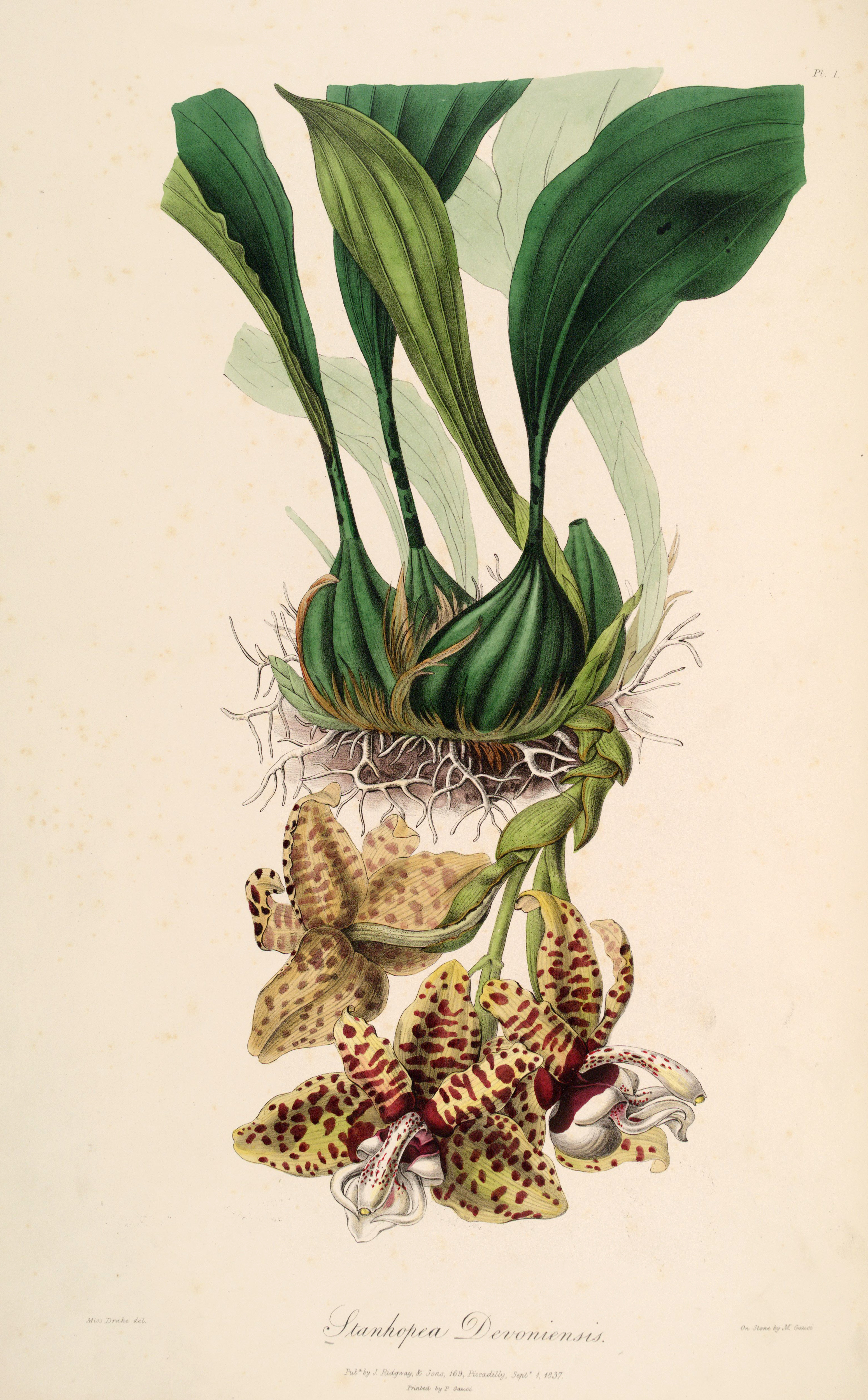
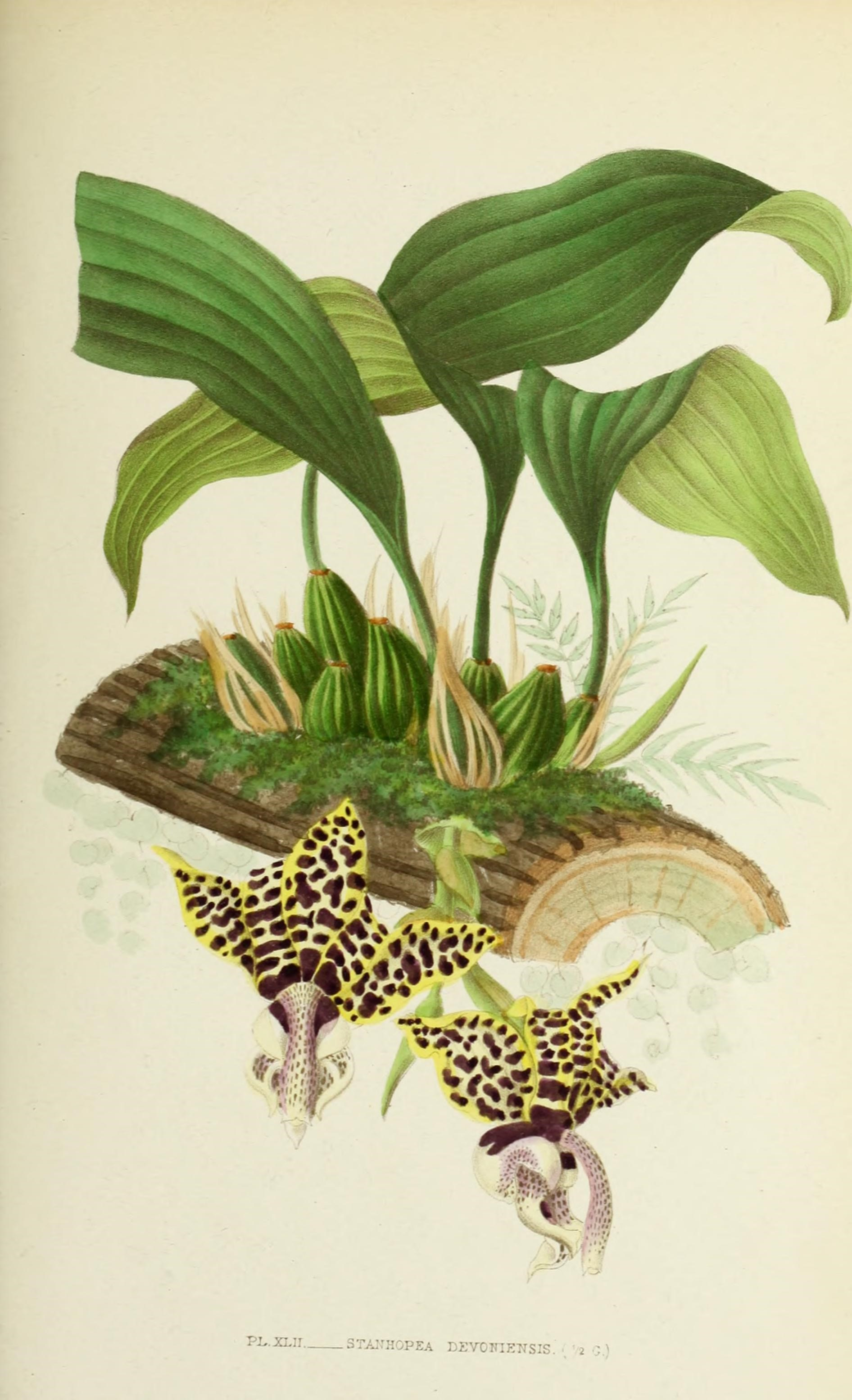